# Lagos de Moreno
Lagos de Moreno is een stad in Jalisco, in het westen van Mexico. Lagos de Moreno heeft 98.206 (census 2010) inwoners en is de hoofdplaats van de gemeente Lagos de Moreno.
Lagos de Moreno staat wel bekend als het Athene van Jalisco, omdat hier een aantal bekende schrijvers zijn geboren.
De belangrijkste inkomstenbron is de voedingsmiddelenindustrie (voornamelijk melk en vlees).

## Geboren
- Lola Álvarez Bravo (1907-1993), fotografe
- Isaác Brizuela (1990), voetballer